# Metoda mejnih parov
Metoda mejnih parov (angleško border pairs method, BPM) je algoritem za učenje večslojnega perceptrona. Gre za nadgradnjo metode bipropagation, ki je nadgradnja metode backpropagation. Omogoča nam razvrščanje elementov v razrede. Prednosti BPM pred metodo backpropagation so:
1. BPM ni iterativna - opravljena je v enem samem koraku (epohi). Backpropagation potrebuje za enak učinek mnogo (več tisoč) ponovitev.
2. BPM pred pričetkom učenja odstrani nekoristne učne vzorce. Backpropagation tega ne zmore.
3. BPM sama ugotovi pred učenjem kako zahtevni so učni vzorci. Backpropagation ne loči med vzorci in zato poskuša za učenje uporabljati tudi nekoristne vzorce.
4. BPM je konstruktivna metoda, med učenjem najde zgradbo večslojnega perceptrona. Ugotovi koliko slojev je potrebnih in koliko nevronov je potrebno v posameznem sloju. Najdena zgradba je blizu optimalne. Backpropagation te parametre zgolj ugiba in posledično prihaja bodisi do nenaučenosti ali prekomerne naučenosti.
5. BPM ni gradientna, zato ne zaide v lokalni minimum, rešitev najde v vsakem poskusu. Backpropagation zaradi tega v večini primerov obtiči in ne najde zadovoljive rešitve.
6. BPM ne išče rešitev na osnovi ugibanja oziroma naključnih parametrov kot to počne backpropagation, ampak rezultat izračuna.
7. BPM ugotovi katere učne vzorce je smiselno razšumljati in jim nato solidno odpravi šum. Backpropagation tega ne zmore.
8. BPM je primerna za online in inkrementalno učenje.